# Audio Engineering Society
Die Audio Engineering Society, Inc. (AES) ist ein 1948 gegründeter internationaler Berufsverband für Toningenieure sowie Wissenschaftler und Entwicklungsingenieure im Bereich der Audiotechnik sowie der Tonübertragung und -speicherung in Consumeranlagen und Fahrzeugen. Sie organisiert internationale Konferenzen, gibt ein wissenschaftliches Journal heraus (JAES, seit 1953, anfangs 4 Ausgaben jährlich, seit 1971 10 Ausgaben jährlich) und erarbeitet Normen und Empfehlungen für den Bereich der Tontechnik. Bekannt ist die AES auch durch ihre Standards, wie etwa die digitale Schnittstelle AES3, die im Technikerjargon auch AES/EBU genannt wird.
Der Sitz des Verbands ist in New York. In 41 geographischen Regionen der Erde gibt es Sektionen (Gruppen) dieses Verbands.
Jedes Jahr finden zwei Kongresse (Conventions) statt, im Frühjahr in Europa, im Herbst in den USA. Die Veranstaltungsorte wechseln. Zusätzlich finden in unregelmäßigem Rhythmus Konferenzen zu spezifischen Themenbereichen statt. Teil der Kongresse ist eine Fachausstellung.